# Oscar Centurión
Oscar Javier Centurión (Asunción, Paraguay, 24 de enero de 1986) es un futbolista paraguayo. Juega de defensa y su equipo actual es Deportes Copiapó de la Primera B de Chile.

## Clubes
| Club              | País     | Año         |
| ----------------- | -------- | ----------- |
| Olimpia           | Paraguay | 2004 - 2006 |
| Sol de América    | Paraguay | 2007 - 2008 |
| San José de Oruro | Bolivia  | 2009        |
| Sol de América    | Paraguay | 2009 - 2010 |
| Deportes Copiapó  | Chile    | 2011        |